# زبيدة (اسم)
زبيدة اسم علم مؤنث عربي،

وهو اسم مصغر أصله «زُبْدَة» وهي ما يُستخرج بالخض من اللبن. جمعه زُبْد. والزبدة: خيار الشيء وأفضله.

## شخصيات
- زبيدة بنت جعفر، أم جعفر زبيدة بنت جعفر بن المنصور، زوجة هارون الرشيد.
- زبيدة ثروت، ممثلة مصرية. عرفت بلقب (قطة السينما العربية).